# Оганезова, Тамара Сумбатовна
Тамара Сумбатовна Оганезова (7 (19) января 1895 год — 23 сентября 1976, Москва) — советская актриса театра и кино, народная артистка РСФСР (1958).

## Биография
Тамара Сумбатовна Оганезова родилась 7 (19) января 1895 года. В 1914 году окончила историко-филологический факультет Женевского университета. В 1917 году закончила частную школу драматического искусства Н. Массалитинова и Н. Подгорного («Школа трёх Николаев», которая стала основой 2-й студии МХТ) в Москве, где в том же году начала свою сценическую деятельность.
В 1917—1922 годах играла в театре-кабаре Никиты Балиева «Летучая мышь». В 1923—1924 годах выступала в театре Корша, затем в 1924—1925 года — в Театре эксцентрических представлений Саратова.
С 1925 года — артистка Театра им. МГСПС (позднее — театр Моссовета). Обладая выразительным голосом, особой ритмичностью, выступала и в оперетте. Выступала на концертах с художественным чтением.
Умерла 23 сентября 1976 года, урна с прахом захоронена на Донском кладбище.

### Семья
- Сестра — Елена Сумбатовна Оганезова (1909—1982), к.м.н.

## Награды и премии
- Заслуженная артистка РСФСР (1947).
- Орден «Знак Почёта» (1949)[2].
- Народная артистка РСФСР (1958).

## Работы в театре
- «Враги» М. Горького — Татьяна
- «Фландрия» Сарду — Долорес
- «Чайка" » А. Чехова — Аркадина
- «Отелло» У. Шекспира — Эмилия
- «Закон чести» Штейна — Добрдтворская
- «Рассказ о Турции» Н. Хикмета — Фатьма
- «Виндзорские насмешницы» Уильяма Шекспира — Квикли
- «Московский характер» А.Софронова — Северова
- «Васса Железнова» А. М. Горького
- «Дядюшкин сон» Ф. М. Достоевского
- «Рельсы гудят» В. М. Киршона
- «Мятеж» по Д. А. Фурманову

## Фильмография
- 1919 — Чёртово гнездо
- 1926 — Предатель — Ванда, проститутка
- 1961 — Двенадцать спутников — Шахвердян